# Dolina Glendalough
Glendalough (/ ˌɡlɛndəlɒx /; irsko Gleann Dá Loch, kar pomeni dolina dveh jezer) je ledeniška dolina v grofiji Wicklow na Irskem, znana po zgodnjem srednjeveškem samostanskem naselju, ki ga je v 6. stoletju ustanovil sveti Kevin.

## Zgodovina
Kevin, potomec ene od vladajočih družin v Leinstru, je študiral kot deček pod skrbništvom treh svetih mož: Eoghana, Lochana in Eanna. V tem času je odšel v Glendalough. Kasneje se je vrnil z majhno skupino menihov, da bi ustanovili samostan ob  »sotočju dveh rek«. Kevinovi zapisi govorijo o njegovih spopadih z "vitezi" v Glendaloughu; znanstveniki danes verjamejo, da se to nanaša na njegovo samopreiskovanje in njegove osebne skušnjave . Njegova slava kot svetnika se je razširila in privabila številne privržence. Umrl je približno leta 618. Šest stoletij je bil Glendalough uspešen, irske kronike pa se sklicujejo na smrt opatov in napadov na naselje. 
Približno leta 1042 so hrastov les iz Glendalougha uporabili za gradnjo druge najdaljše (30 m) vikinške dolge ladje. Sodobna replika te ladje je bila zgrajena leta 2004 in je zdaj v kraju Roskilde na Danskem .
Na sinodi v Rath Breasailu leta 1111 je bil Glendalough imenovan za eno od dveh škofij Severnega Leinstra.
Knjiga o Glendaloughu je bila napisana okoli leta 1131.
Sveti Laurence O'Toole, rojen leta 1128, je postal opat Glendalougha in je bil znan po svoji svetosti in gostoljubnosti. Tudi ko je bil leta 1162 imenovan za nadškofa v Dublinu, se je občasno vrnil v Glendalough, v samoto stolnice svetega Kevina. Umrl je v kraju Eu v Normandiji leta 1180.
Kronika iz Tigernacha iz leta 1176 poroča, da so Glendalough »oplenili tujci«.
Leta 1214 sta bili škofiji Glendalough in Dublin združeni. Od takrat dalje se je zmanjšal kulturni in cerkveni status Glendalougha. Naselje so uničile angleške sile leta 1398, ostale so ruševine, cerkev lokalnega pomena in romarski kraj.
Opisi Glendalougha iz 18. in 19. stoletja govorijo o priložnosti »nemirne skupščine« na praznik svetega Kevina 3. junija.
Sedanji ostanki v Glendaloughu povejo le majhen del njegove zgodbe. Samostan je imel v svojem razburljivem času delavnice, skriptorij, gostišče, ambulanto, kmetijska poslopja in stanovanja  za menihe in laike. Ohranjene stavbe verjetno izvirajo iz 10. do 12. stoletja.

## Naslovni sedež
Glendalough je naslovni sedež v katoliški cerkvi. Uporablja se za škofe, ki nimajo lastnega ordinarija in so torej titularni škofje .

### Naslovni škofi
- Raymond D'Mello (20. december 1969−13. december 1973)
- Marian Przykucki (12. decembra 1973−15. junij 1981)
- Donal Murray (4. marec 1982−10. februar 1996)
- Diarmuid Martin (5. december 1998−14. oktober 2004)
- Guy Sansaricq (6. junij 2006−sedanjost)

## Spomeniki v Spodnji dolini

### Prehod
Prehod v samostansko mesto Glendalough je eden izmed najpomembnejših spomenikov in je na Irskem edinstven. Prvotno je bil dvonadstropen z dvema finima granitnima lokoma. Anti ali stranski steni na vsakem koncu kažeta, da je imel leseno streho. V notranjosti prehoda, v zahodni steni, je kamen s križem. Označuje svetišče, mejo območja zatočišča. Tlakovanje poti v samostanskem mestu je še vedno delno ohranjeno, zelo malo pa je ostankov obzidja.

### Okrogli stolp
Stolp, zgrajen iz skrilavca z granitom, je visok 30 metrov z vhodom 3,5 metra od osnove. Koničasta streha je bila obnovljena leta 1876 z izvirnimi kamni. Stolp je imel ob nastanku šest lesenih nadstropij, povezanih z lestvami. Štiri nadstropja nad vhodno stopnjo so imela majhno okno, medtem ko je imelo zgornje nadstropje štiri okna v osnovnih smereh neba. Okrogli stolpi, znamenitosti za obiskovalce, so bili zgrajeni kot zvoniki, vendar so bile v njih shrambe in pribežališča ob napadih.

### Stolnica
Največja in najpomembnejša stavba v Glendaloughu, stolnica, je bila zgrajena v več fazah, najzgodnejša je sedanja ladja z antama. Veliki skrilavci, ki jih je mogoče videti do višine kvadratnih vhodnih zahodnih vrat, so bili ponovno uporabljeni iz starejše manjše cerkve. kor in zakristija izvirata iz konca 12. in zgodnjega 13. stoletja. Okrasni lok in vzhodno okno sta bila fino okrašena, čeprav mnogi kamni manjkajo. Severna vrata v ladjo so tudi iz tega obdobja. Pod južnim oknom v koru je tabernakelj ali stenska omara in bazen, ki se uporablja za pranje svetih posod. Nekaj metrov južno od stolnice je zgodnji križ iz lokalnega granita z neprekinjenim prstanom, splošno znan kot Kevinov križ.

### Duhovnikova hiša
Duhovnikova hiša je majhna romanska stavba z okrasnim lokom na vzhodu, je skoraj povsem obnovljena iz prvotnih kamnov, temelji pa na Berangerjevi skici iz leta 1779. Ime je dobila zaradi delovanja duhovnikov v 18. in 19. stoletju. Njen prvotni namen je neznan, čeprav je bila morda uporabljena za hrambo relikvije svetega Kevina.

### Cerkev svetega Kevina ali "Kuhinja"
Ta s kamnom krita stavba je imela izvirno samo ladjo z vhodom na zahodni strani in majhnim okroglim oknom v vzhodnem zatrepu. Zgornji del okna se lahko vidi nad tistim, kar je postalo korni lok, ko sta bila kasneje dodana kor (zdaj manjka) in zakristija. Strma streha, ki je sestavljena iz prekrivajočih kamnov, premošča notranji del polkrožnega oboka. Dostop do podstrešnega prostora je bil skozi pravokotno odprtino proti zahodnemu koncu oboka. Cerkev je imela tudi leseno prvo nadstropje. Zvonik s stožčasto kapo in štirimi majhnimi okni se dviga iz zahodnega konca kamnite strehe v obliki miniaturnega okroglega stolpa.

### Cerkev svetega Kiarana
Ostanki te cerkve so bili odkriti leta 1875. Cerkev morda spominja na svetega Kiarana, ustanovitelja samostanskega naselja Clonmacnoise, ki se je v 10. stoletju povezalo z Glendaloughom.

### Cerkev svete Marije ali Naše gospe
Ena prvih in najbolje zgrajenih je cerkev svete Marije ali cerkev Naše gospe, ki jo sestavlja ladja s kasnejšim korom. Njena granitna zahodna vrata z arhitravom ima nagnjene podboje in masivno preklado. Pod stropom preklade je napis nenavadnega križa v obliki x. Vzhodno okno ima krožen zaključek z nadstreškom in dve zelo obrabljeni izrezljani glavi na zunanji strani.

### Cerkev svete Trojice
To je preprosta enoladijska cerkev s korom in finim kornim lokom poleg glavne ceste. Kvadratna vrata na zahodnem zatrepu vodijo v kasnejši prizidek, morda zakristijo. Okrogel stolp ali zvonik je bil zgrajen čez obok tega prostora. Podrl se je v neurju leta 1818. Vrata, vstavljena v južni steni ladje, izvirajo iz istega obdobja. Konzole na zatrepih imajo robove za nosilce strehe.

### Cerkev svetega Odrešenika
Najnovejša cerkvica Glendalougha je bila zgrajena v 12. stoletju, verjetno v času svetega Laurence O'Toola. Ladja in kor s svojimi lepimi okrasnimi kamni sta bila obnovljena v 1870-ih s kamni, najdenimi na tem kraju. Romanski korni lok ima tri rede z zelo ornamentiranimi kapiteli. Vzhodno okno ima dve odprtini z okroglimi zaključki. Za okras so značilne kača, lev in dve ptici, ki imata človeško glavo v kljunu. Stopnišče v vzhodnem zidu iz sosednje domače zgradbe, bi omogočilo dostop do sobe nad korom.

## Spomeniki blizu Zgornjega jezera

### Reefertska cerkev
Stoji v nasadu dreves, z ladjo in korom iz okoli leta 1100. Večina okoliških zidov je sodobnih. Ime izhaja od Righ Fearta, grobišča kraljev. Cerkev, zgrajena v preprostem slogu, ima granitna vrata s poševnimi podboji in ravno preklado ter granitni korni lok. Konzole na vsakem zatrepu so nosile tramove za streho. Vzhodno od cerkve sta dva križa, en okrešen s prepletenim vzorcem. Na drugi strani reke Poulanass blizu Reeferta so ostanki druge majhne cerkve.

### Celica svetega Kevina
Kamnita stavba je bila zgrajena na skalnatem grebenu nad jezerom, njen premer je 3,6 metra, debelina zidov 0,9 metra in z vrati na vzhodni strani. Do danes so ohranjeni le temelji in mogoče je, da je imela celica kamnito streho, podobno kot koče čebelnjaki na Velikem Skelligu v grofiji Kerry.

### Caher
Je krožen prostor iz kamnitih zidov na ravni površini med obema jezeroma s premerom 20 metrov in neznanega datuma. V bližini je več križev, ki so se očitno uporabljali kot postaje na romarski poti.

### Temple-na-Skellig
Ta majhna pravokotna cerkev na južni obali zgornjega jezera je dostopna le z ladjo in po stopnišču iz pristana. Zahodno od cerkve je dvignjena ploščad z zaprtimi prostori s kamnitimi zidovi, kjer so verjetno stala bivališča. Cerkev, delno obnovljena v 12. stoletju, ima granitni prehod z nagnjenimi podboji. Na vzhodnem zatrepu je vpisan latinski križ skupaj z več preprostimi grobimi ploščami in tremi majhnimi križi.

### Kevinova postelja
Kevinova postelja je jama v steni okoli 8 metrov nad nivojem zgornjega jezera, kamor se je domnevno umaknil sveti Kevin in pozneje sveti Laurence O'Toole. Delno je obdelana in sega v globino skale 2 metra. 

## Geografija
Dolino je v zadnji ledeni dobi oblikoval ledenik, ki je zapustil moreno prek ustja doline. Reka Poulanass, ki teče v južni smeri po dolini, je ustvarila delto, iz katere so se sčasoma razvila jezera .

## Rastlinstvo in naravni viri
Glendalough je obdan s polnaravnim hrastovim gozdom. Veliko je bilo prej obsekano (sekano do tal v rednih presledkih) za pridobivanje lesa, oglja in lubja. Spomladi so tla prekrita z zvončico Hyacinthoides non-scripta, zajčjo deteljico (Oxalis) in podlesno vetrnico. Druge pogoste rastline so bekica (Luzula), orlova praprot, praprot Polypodiaceae in različne vrste mahov. Podrast je večinoma navadna bodika (Ilex aquifolium), navadna leska (Corylus avellana) in jerebika.
Na zahodnem koncu zgornjega jezera ležijo ruševine zapuščene rudarske vasice, ki je dostopna le peš. Svinec so pridobivali od leta 1850 do leta 1957, vendar so bili rudniki v dolini Glendalough manjši in manj pomembni od tistih okoli doline Glendasan, od katerih jih ločuje gora Camaderry. Leta 1859 sta bila rudnika Glendasan in Glendalough med seboj povezana z vrsto rovov, ki so zdaj poplavljeni. Tako so lažje prenašali rudo iz Glendalougha v predelavo.

## Divje živali
Glendalough je dober kraj za iskanje nekaterih najnovejših irskih vrst za razmnoževanje, kot so na primer veliki žagar (Common merganser) in veliki detel (Dendrocopos major) in nekatere redke, kot so pogorelček (Phoenicurus phoenicurus) in grmovščica. Prav tako se lahko vidi sokola selca, povodnega kosa, navadna kukavico, šojo in kanjo. 

## Rekreacija
Veliko je sprehajalnih poti različnih težavnosti. V sami dolini je devet barvno označenih pešpoti, ki jih vzdržuje Narodni park Wicklow Mountains. Vsa se začnejo pri informacijski pisarni, ki je blizu zgornjega jezera, kjer so na voljo zemljevidi. Obstajajo tudi številne možnosti vodenega sprehoda.
Wicklow Way je označena pešpot na dolge razdalje, ki prečka Glendalough na poti iz Rathfarnhama na severu do južne točke Clonegal v grofiji Carlow.
Plezališče Glendaloughove granitne stene na pobočju nad severozahodnim koncem doline je zelo priljubljeno od prvega vzpona leta 1948. Sedanji priročnik, objavljen leta 1993, navaja okoli 110 smeri, v vseh razredih do E5/6a, čeprav je bilo od takrat evidentiranih še več vzponov, predvsem večjih težavnosti .
Vzponi se razlikujejo med enim in štirimi nagibi ter do 100 m dolžine. Je več sektorjev:
- Twin Buttress, velika stena, ki jo na sredi deli sezonski slap, z najbolj priljubljenimi vzponi. To območje je dostopno po poti v ključih iz doline.
- Upper Cliffs, pas pečine visoko na pobočju vzhodno od Twin Buttress.
- Acorn Buttress, majhna stena tik pod Twin Buttress, ki je priljubljena lokacija baznega tabora.
- Hobnail Buttress, majhna stena z lahkim plezanjem, na pobočju, en kilometer vzhodno.

Kakovost plezanja skupaj z različnimi težavnostnimi stopnjami privlači plezalce, ki so pogosti obiskovalci Glendalougha, in je še posebej priljubljen cilj dublinskih plezalcev. Irski planinski klub od leta 1950 naprej na območju upravlja plezalni dom. Spodaj so zgrajena obsežna balvanska polja, primerna za balvansko plezanje. 
- Spodnje jezero
- Zgornje jezero
- Okrogli stolp
- Znamka za irski šilling iz leta 1949 z Vox Hiberniae, ki leti nad Gleann Dá Loċ.
- Cerkev svetega Kevina na grbu grofije Wicklow
- Glendalough (v 1890-ih)
- Glendalough (2011)